# Успенское (Харьковская область)
Успенское (укр. Успенське) — село, расположенное в Асеевском сельском совете (Балаклейский район, Харьковская область). Код КОАТУУ — 6320280406. Население по переписи 2001 г. составляет 129 (66/63 м/ж) человек.

## Географическое положение
Возле села Успенское расположено несколько оврагов, перегороженных запрудами. В одном из них находятся истоки реки Чепель.